# George Law Curry

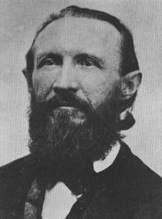
George Law Curry (1853)

George Law Curry (* 2. Juli 1820 in Philadelphia, Pennsylvania; † 28. Juli 1878 in Portland, Oregon) war ein US-amerikanischer Politiker und von 1854 bis 1859 Territorialgouverneur im Oregon-Territorium.

## Frühe Jahre
Curry verbrachte den größten Teil seiner Kindheit in Caracas in Venezuela. Nach seiner Heimkehr in die USA ließ er sich zunächst in St. Louis (Missouri) nieder. Dort war er als Journalist tätig sowie als Verleger einer lokalen Tageszeitung. Im Jahr 1846 zog er auf dem Landweg in das damalige Oregon-Territorium.

## Aufstieg in Oregon
Aufgrund seiner Erfahrungen als Zeitungsverleger fand er in seiner neuen Heimat bald eine neue Stelle auf diesem Gebiet. Er wurde Verleger der Zeitung  „Oregon Spectator“, die George Abernethy gehörte, der zwischen 1845 und 1849, noch vor der Gründung des Territoriums, die provisorische Regierung von Oregon geführt hatte. Schon nach anderthalb Jahren gab Curry diese Stellung wieder auf, weil er sich mit Abernethy überworfen hatte. Dieser wollte die Politik aus seiner Zeitung verbannen, während Curry genau das als Pressezensur empfand. Daraufhin gründete Curry in Oregon City die „Oregon Free Press“ als Konkurrenz zu seinem bisherigen Arbeitgeber. Dieses Blatt hielt sich bis zum Ausbruch des Goldrausches in Kalifornien, der fast alle Angestellten auf die kalifornischen Goldfelder lockte, woraufhin die Zeitung schließen musste.

## Politische Laufbahn
George Curry war Mitglied der Demokratischen Partei. Im Jahr 1853 wurde er von Präsident Franklin Pierce zum Staatssekretär im Oregon-Territorium ernannt. Diese Position behielt er bis 1855. Dabei musste er zweimal als amtierender (acting) Territorialgouverneur einspringen. Das erste Mal war dies im Mai 1853 der Fall, als Joseph Lane nach nur drei Amtstagen zurücktrat, um seinen Sitz im US-Kongress wieder einzunehmen. Bis zur Ankunft des neu ernannten Territorialgouverneurs John Wesley Davis Anfang Dezember 1853 war er amtierender Gouverneur.
Im Jahr 1854 wurde er nach dem Rücktritt von Davis erneut amtierender Regierungschef, ehe er von Präsident Pierce zum offiziellen Territorialgouverneur ernannt wurde. Dieses Amt übte er zwischen 1854 und 1859 aus. Er war der letzte Territorialgouverneur in Oregon. Als es im Jahr 1855 zu einem Indianerkrieg kam (Yakima War), stellte der Gouverneur 2.500 Mann den Bundestruppen als Hilfe zur Verfügung. In seiner Amtszeit wurde der Übergang Oregons von einem Territorium zu einem regulären Bundesstaat der USA vorbereitet. Es wurde eine Verfassung ausgearbeitet und mit John Whiteaker der erste reguläre Gouverneur des neuen Staates gewählt. Nach der Ratifizierung der Beitrittserklärung durch den US-Kongress und der Unterschrift durch Präsident James Buchanan wurde der Beitritt des Territoriums zu den Vereinigten Staaten am 14. Februar 1859 vollzogen. Damit endete auch die Amtszeit von George Curry als Territorialgouverneur.

## Weiterer Lebenslauf
Im Jahr 1860 scheiterte seine Kandidatur für den US-Senat an einer einzigen Stimme. George Curry war mit Chloe Boone verheiratete, die ein direkter Nachkomme von Daniel Boone war, einem der ersten Pioniere in Kentucky. Curry starb im Jahr 1878 in Portland.